# Rzeszów
Rzeszów (phát âm tiếng Ba Lan: [ˈʐɛ.ʂuf] ⓘ; tiếng Ukraina: Ряшiв, đã Latinh hoá: Riashiv; tiếng Nga: Жешув, đã Latinh hoá: Zheshuv; tiếng Latinh: Resovia; tiếng Yid: ריישע, đã Latinh hoá: reyshe) là một thành phố ở miền đông nam Ba Lan với dân số 198.476 người (năm 2021). Thành phố nằm ở hai bên sông Wisłok, trong khu trung tâm của Thung lũng Sandomierska. Thành phố được nâng cấp từ thị xã vào năm 1354, là thủ phủ của tỉnh Podkarpackie từ năm 1999, và cũng là thủ phủ của quận Rzeszów.
Rzeszów có một sân bay quốc tế, có một số cơ sở giáo dục đại học, trụ sở công ty, và lãnh sự quán nước ngoài.